# Euryopis multipunctata
Euryopis multipunctata är en spindelart som först beskrevs av Simon 1895.  Euryopis multipunctata ingår i släktet Euryopis och familjen klotspindlar.
Artens utbredningsområde är Victoria, Australien. Inga underarter finns listade i Catalogue of Life.